# ラチェット&クランク4th ギリギリ銀河のギガバトル
『ラチェット&クランク4th ギリギリ銀河のギガバトル』（ラチェットアンドクランクフォース ギリギリぎんがのギガバトル、米題：Ratchet: Deadlocked）は、米インソムニアックゲームズが2005年11月23日にPlayStation 2向けに発売したコンピュータゲームである。後に2回にわたって廉価版が発売された。
本作は、ラチェット&クランク3 突撃!ガラクチック★レンジャーズの続編である。本作の続編については、ラチェット&クランク5 激突!ドデカ銀河のミリミリ軍団を参照。

## キャラクター
ラチェット声 - 津村まこと
過去に銀河を3回も救ったヒーロー。その人気が仇となり、ヴォックスの手によって、銀河の外れにある無法地帯、シャドウセクターにある銀河ステーションにさらわれてしまう。その後ドレッドゾーンに出演するはめになり、従わなければ、首につけられたギリギリロック（ヴォックス曰く「とても痛ーい」）に電気が走ってしまうため、仕方なく出演している。ドレッドゾーンに出演しているときのチーム名は「チームロンバックス」。劇中ではダラスとファニータにやたらと悪口を言われているが、これはヴォックスの提案したキャラ付けのためのもの。最後はコントロールレベルに侵入してジェネレーターを破壊、ヴォックスを倒し、シャドウセクターから脱出した。
クランク声 - 大川透
過去に幾多の冒険を繰り広げてきた優秀な頭脳を持つラチェットの相棒であり、クランクもまた、ヴォックスの手によって、銀河ステーションにさらわれてしまう。ラチェットのおまけとしてアルと一緒に始末されかけるが、サポート要員として働くことになる。今回はラチェットの背中にはおらず、ラチェットに通信を送ってサポートする役目になっている。
ふとっちょアル声 - 高戸靖広
以前の冒険で協力した天才メカニック。不運なことにラチェットの宇宙船に遊びに来ていた時に一緒にさらわれてしまった。だが、メカをいじる腕はあるので、メカニックとしてラチェットのためにバトルスーツを作る。以後、ギリギリロックを取り外そうと画策し、クランクのロックを解除することに成功するが、不運な事にその様子を見つけてしまったエースに銃撃され、大ケガを負う(そしてギリギリロックを付け直させられる)。だが、体の一部をメカにして再生した。
脱出後、ラチェットファンクラブの支部長に収まった。
マースィ&グリーン声 - 白熊寛嗣、花輪英司
ラチェットを護衛するバトルボットの二人組。マースィは冷静な性格でグリーンは若干弱気な性格。元々は違うヒーローと一緒に戦っていたが、そのヒーローが死んだため、ラチェットの元にやってきた。
脱出後はハンバーガーショップで働くが、有名な彼らを見ようと何千台もの宇宙船がドライブスルーに乗り付け、その店は銀河一の成績になった。
グリーマン・ヴォックス声 - 楠見尚己
ラチェット達をさらった張本人。本作のラストボス。ドレッドゾーンの主催者で、残忍なシーンが好き。英語混じりな言葉で喋る。全銀河のメディアを支配しようと企んでおり、エースのメディアを取り扱い大儲けしようとするが、なかなか儲けられない。エースがラチェットにやられた時は、ラチェットをメディアにしようと持ちかけるが、否定されたため、失敗に終わる。
後にコントロールレベルに侵入してきたラチェットをメインステージで迎え撃つも、倒される。その後ヤケになり彼を道連れにステーションを爆破しようとしたが、迎えに来たクランクの宇宙船で逃げ切ってしまったので、結局自分1人が死んでしまい機械でできた左手だけが残ってしまった。
ドレッドゾーン
ヴォックスチャンネルの非合法テレビショー。無修正、無許可で無制限の無残で無慈悲な無差別攻撃バトルスポーツ。銀河中から捕らえたヒーロー達に命を賭けた戦いを行わせ、その様子を放映している。血の気も引くような残酷なシーンが度々見られるようで視聴率は高い。有料チャンネルでは特に人気のあるヒーローの戦いがオンエアされている。なお、ドレッドゾーンの由来は過去に二人のヒーローがおやつの奪い合いをしたことに端を発している。
スラッガ
ヴォックスが飼っているペット。緑色の謎の生物。彼がステーションを爆破しようとした時、ラチェットに助けられた。
ダラス声 - 楠大典
ドレッドゾーンの専属アナウンサー。ファニータとコンビを組んでいる。優秀なのだが、弱気でオドオドしておりファニータに虐められるのが好きというマゾヒストの気がある。上からの命令でひたすらラチェットを貶していたが、彼がヴォックスに挑む際は今まで軽視していたニュースを全て訂正し、キャラを変えて応援していた。その後、クランクの宇宙船でファニータと一緒に脱出している。
前作に登場した、ステーションQ9の「全滅バトルショー」のアナウンスにも給料目当てで応募したが落選。脱出後、別のホロビデオ番組に出演した際にファニータとの結婚宣言をし、本人は「真実の愛で結ばれたんだ」と主張している。
ファニータ声 - 雨蘭咲木子
ドレッドゾーンの専属ロボットアナウンサー。ダラスとコンビを組んでいる。サディストで非常に口が悪く、事あるごとにダラスを虐めて楽しんでいる。ダラスと同じくラチェットをとにかく貶すが、やはり最後は応援していた。クランクの宇宙船でダラスと共に脱出した後、ダラスと恋に落ちたようだ。
三人組の子供声 - 川上とも子、喜田あゆ美、池田千草
太り気味の子、メガネをかけている細身の子、女の子の三人組で、チームロンバックスの大ファン。CMやニュースでよく登場する。ダラス、ファニータと同じくクランクのシャトルで脱出した後、ラチェットファンクラブに三人そろって入会した。
ミッションをクリアした難易度に応じて貰える★を貯めると買える「ふくそう」の1つ「バーノン」は、太っている子がリアクターを真似たもので、対戦でしか使えない「ユージーン」は、ゲーム中ムービーでもメガネの子がするコスプレ。
ダミーボット
ドレッドゾーンのスタッフ。二人組でよく登場する。冒頭でギリギリロックの実験台にされた。宣伝番組の撮影スタッフも兼ねている。クランクの宇宙船で脱出した二人組は後に危険な小惑星帯に住み家を構え「危険物ショップ」を開いたところ、サバイバル番組からの注文が相次ぎ予想外に大儲けし、「最も成功したロボット」として有名になった。
キャプテン・スターシールド
実力派のヒーロー。シャドウセクターからの救助要請を受けてやってきた。ランキングでも2位になるほどの凄腕だったが、オープニングでエースに呆気なく葬られてしまった。セリフがないため声優はいないが、ふくそうとして存在する。
元々は彼を主役に全六話のコミックを描こうとしていたらしく、ファミ通の攻略本に唯一完成していた第一話(牢獄に行くまでの経緯)が掲載されている。
ターミネート4
エース・ハードライトが率いる、ランキングボードに「EXターミネーター」として名前が載っているボスグラディエーター達。ラチェットも誘われた。
エース・ハードライト声 - 内田直哉
ドレッドゾーンのトップ・グラディエーターで現チャンピオン。昔はラチェットのような大人気ヒーローだったが、今は落ちぶれている。勝つために手段を選ばないという冷酷で残忍なヒーロー。だが根は優しく、ヴォックスに頭が上がらないために従わされているだけであった。ラチェットと戦って敗北したときには「ヴォックスの話には乗るんじゃないぞ、ヒーローを貫け」と忠告し、その後死んでしまった…と思われていたが続編のFUTUREに登場するステージの一つであるゾオドゥーム牢獄/惑星ヴァイスロンを進んで行くと流れるアナウンスにて生きていたことが判明する。
ドレッドゾーンのファンにダサイと言われていたり、グッズの売れ行きが芳しくないなど、あまり人気はなかったようだ。
シェルショック声 - 武虎
本名は「イワン・フォン・シェルショックトンペルク」。「正義の処刑執行人」という異名を持つが、実際は喋り方が下品な卑怯者。火器を体中に仕込んでおり、機銃やミサイル、誘導機雷で武装している。惑星クロノスのボス。やられた後、エースに「鈍くてお頭も弱かった」と言われている。
リアクター声 - 乃村健次
融合原子炉を体内に持つ発電ロボットで、元々は気弱な数学教師だった。女性に振られ、何とか心を掴むための大金を得るためにドレッドゾーンに参加した。逃げてばかりのシェルショックとは違い、正々堂々と戦いを挑んでくる。銃撃の他、格闘攻撃も交えて攻撃してくる。チタニウムトーナメントのボス。
エビサレイター
バイオ技術の粋を尽くして作られた昆虫型グラディエーター。チタニウムブレードが必殺装備だが、ミサイルなどの遠距離武器も装備している。プラチナムトーナメントのボス。「ターミネート4」のメンバーでは最も影が薄く、4人中唯一セリフがない。
キッド・ノヴァ、ハイドロガール、エージェント・ゼロ
ドレッドゾーンの参加者。ランキングボードにも最後まで生存者として名前が残っている。ステーションからの脱出時、通信でラチェットに礼を言う時にゼロ以外の2人だけ登場。元々はもっと多くのヒーローがエンディングで登場する予定だったが、ランキングボードに載っているものは死亡し、結局カットされてしまった。
キッド・ノヴァはふくそうにもなっており、主人公になれないのは相棒が居ないためのようだ。
ネファリウス声 - 山野史人
過去に人類滅亡計画を企てようとしたロボット犯罪化学者。前回に引き続いてローレンスと共に宇宙を彷徨っていた。銀河ステーションにやってきたが、既にヴォックスによって爆破されており、結局はまた彷徨う羽目となった。
ローレンス声 - 福田信昭
ネファリウスの執事。彼共々銀河ステーションにやってきたが、結局は同じ運命を歩む羽目になった。休暇から帰ってきたときのままなので衣装はバンド姿である。
キャプテン・クォーク声 - 乃村健次
自称ヒーロー。ストーリーには全く登場しないが、最後のステーションからの脱出後、宇宙船でラチェットに声をかける時だけ登場する。自分がさらわれていないことを理由に、ヒーローが誘拐されているという話をガセと言っていた。姿は登場せず、声のみである。ただしエピローグでは姿が登場している。本作はラチェット&クランクのナンバリングタイトルで唯一、キャプテン・クォークがメインキャラクターとして登場しない。

## ストーリー
前作の戦いから1年。ラチェット、クランク、そしてふとっちょアルの3人は、戦艦フェニックス号でのんびりとした生活を続けていた。ところが、サーシャから最近複数のヒーローが行方不明になっているという報告を受けた直後、謎のロボット部隊がフェニックスを襲撃し、3人を銀河の辺境に位置する「シャドウ・セクター」と呼ばれる無法地帯へ連れ去ってしまった。
ラチェットはそこで、「ドレッドゾーン」という残虐なゲームショーを主催するグリーマン・ヴォックスと出会う。この番組では、参加者たちが互いに殺し合いを強いられ、その様子が娯楽として銀河中に放映されていた。ラチェットは強制的にドレッドゾーンへの出場を命じられ、従わなかったり視聴者に「退屈」と判断されたりすれば爆発する「ギリギリロック」を首に装着させられる。
「チームロンバックス」として、ラチェットは戦闘支援ロボットのマースィとグリーンを引き連れて命がけの戦いに挑む。一方、クランクは「ミッション・エンジニア」として、ラチェットを技術面から支援する役割を担う。
ラチェットは数々のドレッドゾーン・チャレンジを突破しながら、ヴォックス直属の戦闘チーム「EXターミネーター」のメンバーたちを次々と撃破し、急速に視聴者からの人気を集めていく。ヴォックスはラチェットの評判を落とそうと何度も中傷キャンペーンを行うが効果はなく、かえってラチェットの人気は高まる一方だった。この状況に、かつて番組のスターであったエース・ハードライトは深い嫉妬を抱くようになる。
やがて、ラチェットはエースとの直接対決に挑み、見事勝利を収める。敗北したエースは、ラチェットに「ヴォックスに心を売るな」と忠告する。試合後、ヴォックスはラチェットにEXターミネーターへの昇格と番組のスーパースターとしての地位を提示するが、ラチェットがそれを拒否すると激怒し、科学的に「クリア不可能」とされるアリーナにラチェットを送り込む。しかし、ラチェットはそれすらも乗り越えてしまう。
その裏でクランクは、脱出の計画を進めていた。アリーナ用の輸送ポッドを改造し、ラチェットをステーションの制御区画へと送ることで、中央コンピューターを破壊し、捕らえられたすべてのヒーローたちを閉じ込めている拘束フィールドを解除しようと試みる。
制御区画に到達したラチェットは、ヴォックスがステーション全体に爆薬を仕掛けていたことを知る。もし解除できなければ、ステーション内のすべての命が失われる。ラチェットは大量の敵を突破し、発電機を破壊して拘束フィールドを無効化、同時に脱出用シャトルも解放する。
追い詰められたヴォックスは、最終手段として自爆装置を作動させ、自らとラチェットを道連れにしようとする。しかしそのとき、アルが操縦する最後のシャトルが駆けつけ、ラチェットを間一髪で救出する。ラチェットはシャトルに飛び乗り、クランクによってギリギリロックを外される。そしてその直後、ドレッドゾーン・ステーションは大爆発を起こし、ヴォックスは死亡する。
エンドクレジット後、ドクター・ネファリウスと執事のローレンスが小惑星に取り残されている様子が描かれる。ネファリウスは「そろそろ宇宙ステーションが近くに来るはずだったのに」と不満を口にするが、ローレンスは「まさか爆発するとは思いませんでしたよ」と答える。怒りに震えたネファリウスはショートし、画面にはソープオペラ『ランスとジャニス』の一場面が映し出される。
その後、番組のお約束として「リギリア星雲での汚水トラブルにより、今回は配管工（The Plumber）の出演は見送られた」とユーモアを交えたメッセージが表示され、物語は幕を閉じる。

## 開発と発売
『ラチェット&クランク3 突撃!ガラクチック★レンジャーズ』の開発完了後、インソムニアック・ゲームズは、シリーズ第4作を他と差別化するための新たな方向性を模索していた。当初、開発チームは『RCR：ラチェット・レーシング』という車両戦闘型ゲームの制作に約1か月半取り組んでいた。これは『ツイステッド・メタル』に似たスタイルの作品であった。しかし、ノーティードッグがすでに『ジャック×ダクスター』シリーズのスピンオフ作品『ジャックX コンバット・レーシング』を開発中であることを知ったため、競合を避ける目的でこのプロジェクトは中止された。
その後、開発チームは『ラチェット＆クランク：ネクサス（仮題）』というタイトルの新作を構想し始めた（※この企画は2013年発売の『ラチェット&クランク INTO THE NEXUS』とは無関係である）。この新プロジェクトでは、ラチェットとクランクが一つの惑星に滞在し、2つの異星人種族間の世界規模の戦争に巻き込まれ、その紛争に対する二人の見解の違いによって関係に緊張が生まれる、という重層的なストーリーが構想されていた。
しかし、この企画は方向転換され、最終的に『ラチェット&クランク4th ギリギリ銀河のギガバトル』（※欧州・オーストラリアでは『Ratchet: Gladiator』として発売）へと発展する。『ラチェット&クランク4th ギリギリ銀河のギガバトル』は、シリーズ内でも特にダークなトーンを持ち、主に『Halo（ヘイロー）』シリーズからインスピレーションを得た内容となっている。
『ラチェット&クランク4th ギリギリ銀河のギガバトル』は2005年4月、サンタモニカ・スタジオで開催されたE3プレイベントにて初公開され、その後5月のE3 2005本会場でもさらに詳細が披露された。
発売日は以下のとおりである：
北米：2005年10月25日（『Ratchet: Deadlocked』として）
欧州・オーストラリア・アフリカ：2005年11月18日および11月24日（『Ratchet: Gladiator』として）
日本：2005年11月23日（※日本版は限定的なリリースであり、正式ローカライズは行われていない）

PlayStation 2版のオンラインマルチプレイ機能は、2012年6月28日をもって終了した。
後に、PlayStation 3向けに本作のHDリマスター版がPlayStation Networkで配信された。これは、PS3用に発売された『ラチェット＆クランク コレクション』（原題：The Ratchet & Clank Collection）に本作が含まれていなかったため、個別にリマスターされたものである。
なお、PlayStation Vita向けの『ラチェット＆クランク 銀河戦隊Qフォース』の発売が大幅に遅延したことへの補償として、同作を購入したユーザーには、2013年5月21日より『ラチェット&クランク4th ギリギリ銀河のギガバトル』HD版が無料で提供された。
しかし、PlayStation 3版のオンラインサーバーも『ラチェット&クランク3 突撃!ガラクチック★レンジャーズ』と同様に、2018年2月15日をもって正式にサービス終了している。
なお2020年末には、シリーズのファンによって非公式にサーバーが復旧され、一部オンライン機能が再び利用可能となった。

## 評価
本作は概ね好評を博した。2006年には北米でソニーの「グレイテストヒッツ」シリーズに選ばれ、PAL地域では同年5月12日に「プラチナ」シリーズ、日本では6月29日に「ザ・ベスト」シリーズにそれぞれ収録された。
2007年6月30日時点で、全世界での累計販売本数は210万本を超えている。

## 基本装備
オムレンチ
基本武器となるレンチ。使用回数は無限だが攻撃力はかなり低く範囲も狭い。ショップでアップグレードが可能で、8段階のブラッキウムブレードまで強化できる。
スイングショット
おなじみのアイテム。スイングターゲットに対して使用する道具で、初期装備。空中ブランコの要領で離れた場所に移動するための装備。スイングターゲットに近づくと自動的に装備される。
チャージブーツ
おなじみの靴。一定時間早いスピードでダッシュできるが、急に止まれないため扱いには注意が必要なのも相変わらず。惑星クロノスをクリアすると手に入る。
グラビティブーツ
これまたおなじみの靴。ヴァリックスをクリアすると手に入る。金属の壁の表面を歩けるようになるし、マグネではなくグラビティなのでジャンプも出来る。

## ガラメカ
デュアルバイパー（デュアルラプター）
両手にマシンピストルを装備する武器。弾数は200発で、ラチェットの初期装備。威力は最も低いが装弾数、連射性能に優れ、弾薬の値段も安い。メガデュアルラプターになると壁や敵に当たると跳ね返る弾になる。
両手に宿し、短時間に驚くほど大量の弾を吐き出す毒蛇。
マグマショット（マグマバルカン）
ショットガンタイプの武器。弾数は20発で、デュアルバイパーと同じく初期装備。射程が短く威力もあまり高くないが、連射性能が高く広範囲に攻撃できる。ロボゾンビーなどそこそこ耐久のある雑魚どもの群れに対し有効。
VOXインダストリーが贈る、護身用武器ガラメカ。リアクターもお薦めの武器で彼曰く「適当に撃ってもこいつは当てやがる。可愛い奴だぜ！」とのこと。
ロケットアービター（ロケットサイレンサー）
ロケット砲タイプの武器。弾数は8発。威力が非常に高く、爆風で広範囲を攻撃できる上、射程も長い。だが装弾数が非常に少なく、弾薬の値段も高いので無計画に使うとすぐ金欠の憂き目に会う。
メガロケットサイレンサーになると一度に3発の弾を発射する。ただし、追跡するのは真ん中の弾のみ。
VOXインダストリーが開発し、カーボノックス素材も吹き飛ばすほどの威力を誇る。争いごとを解決する最終手段となる。
フュージョンライフル（ニュートリノライフル）
ライフルタイプの武器。弾数は8発。スコープを使うことができる。威力が高く、敵を貫通する。ただ、連射性能は低く、装弾数も少ない。
遠くから正確な狙撃を行え、その便利さはヴォックスが会議の際にしばしば使うほど。
B6オブリタレイター（B11バーポライザー）
グレネードタイプの武器。弾数は6発。攻撃範囲が広く、威力も高いが、射程がかなり短く装弾数が少ない。
1年前の「トンデモ武器ガラメカ大賞」にも選ばれた。最高の爆撃性能は、地上の敵を相手にした時、心強い味方になる。
なお、爆発した後はチリひとつ跡形も残さないので、環境に優しい…らしい。
スコーピオンテイル（リバイアサンテイル）
鉄球を振り回す武器。弾数は20発。威力は高いが、射程が短い。メガリバイアサンテイルになると爆発と同時に真っ直ぐな衝撃波が放たれる
「ボールアンドチェーン、シンプルイズザ・ベスト！」と呼ばれている。その威力は小惑星も破壊できるほど。
テスラジラインガー（ハンタージラインガー）
地雷を設置する武器。弾数は25発。地雷は敵が接近すると敵に向かっていき爆発する。メガハンタージラインガーになると地雷からさらに小さい地雷をばらまくようになる。
ヴォックスが「普段は動かないが、敵が来たときだけ動く地雷ってどうよ？」と設計者に命令して作らせた、設計者の汗と涙と脳汁がほとばしるエキサイティングなガラメカ。
ホーダインセッター（マホーダインセッター）
自動で攻撃してくれる砲台を打ち出す武器。弾数は8発。設置した砲台の弾数は無限(ただし、一定時間が立つと無くなる)。最初は連射式だが、ある程度強化されると威力の高い一撃を放つレーザータイプとなる。たくさん設置しても動いてくれる砲台の数が決まっており、動いていない砲台は地面に埋まるようにして隠れている
メガコープの特許「ホーダイングラブ」を無理矢理借りて作ったガラメカで、一旦砲台を撃ち込めば、もはや自分で撃つ必要はない頼りになる小さな相棒。
ホロンランチャー（オムニホロンランチャー）
防御用の武器。弾数は8発。撃った方向にシールドを展開し、敵の攻撃を防ぐ。なお、味方の攻撃は素通りする。シールド自体にも攻撃判定があり、経験値は攻撃を防いでも溜まる。
ただし、永久には持たないため引きこもることは出来ない。最大4つまで設置可能。ショックチューンをつけて攻撃機能を兼ね備えた盾として使うのがセオリー。
ナンバーゼロ（ナンバーナッシング）
最強の武器ガラメカ。最強の威力を誇り、広範囲の敵を一掃できる究極兵器。ただ、装弾数が4発と恐ろしく少なく、弾薬の補給はショップでしか行えない。発射されるミサイルにも当たり判定がある。
過去作にはエイトやナインなどのナンバー付きランチャーが登場したが、それを真似して作られたわけではなく、その証拠に名前は「ゼロ」。一度引き金を引けば、シャドウセクターに天変地異が訪れる。
シェルショックお薦めの武器で彼曰く「他のランチャーはフヌケ野郎ばかりだ。これこそが本物だ。わかったか！」らしい。
ただいくら破壊力は絶大とはいえ実際の使い勝手は前述の装弾数の少なさなどから他のランチャーと比べて非常に使いにくいといわざるを得ない。
究極まで使い熟すコツは、始めは基本絶対条件となる弾薬チューンをスロット10個全てに取り付け、発砲してから補給するまではスロット1個ずつ他のチューンに付け替えることである。

## チューン
ガラメカに装備する強化パーツ。最大10個装備できる「アルファチューン」と、1つだけしか装備できない「オメガチューン」の二種類がある。

### アルファチューン
アルファチューンは武器ガラメカのレベルアップ時にひとつ入手でき、自動的に装備される。入手できるチューンはガラメカごとに決まっており、レベル10まで取得できる。二周目以降はショップで購入可能になる。
スピードチューン
連射速度を強化するチューン。
だんやくチューン
装弾数を増加させるチューン。単純に弾切れを起こしにくくする万能なチューンで、弾の消費が激しいデュアルバイパー、弾数が少ないロケットアービターやナンバーゼロと相性がいい。
ガラメカごとに増加量は異なり、付けたガラメカでの増加量を覚えれば、増えたぶんだけ撃ったら他のチューンに付け替えるという使い方もできる。
ロックチューン
ロックオン範囲を強化するチューン。ロックオン機能のあるデュアルバイパー、ロケットアービター、テスラジラインガー、B6オブリタレイターにしか付けられない。
インパクチューン
ノックバック効果を強化するチューン。近距離で使用するマグマショットやB6オブリタレイターと相性がいい。
エリアチューン
爆風の範囲を強化するチューン。爆風を発生させるロケットアービター、テスラジラインガー、B6オブリタレイター、スコーピオンテイル、ナンバーゼロにしか付けられない。
XPチューン
獲得経験値を増加させるチューン。一つ付けるごとに、獲得経験値が50%ずつ増加する。他のチューンに比べ入手しにくく、ショップでの購入価格も300万ボルトと高額なのが難点。
ジャックチューン
入手できるボルトを増加させるチューン。XPチューンと同じく50%ずつ増加する。やはり他のチューンに比べ入手しにくく、価格も300万ボルトと高額。
かいふくチューン
倒した敵がナノテックをドロップするようになるチューン。有用ではあるがXP、ジャックと同じく入手困難で購入価格も500万ボルトと最も高い。

### オメガチューン
ナパームチューン
攻撃が命中すると溶岩が発生し、敵にダメージを与える。床に落ちた溶岩にも当たり判定がある。敵を怯ませる効果がないのが欠点。ロケットアービター、テスラジラインガー、B6オブリタレイターにしか付けられない。
タイマーチューン
攻撃が命中すると敵に時限爆弾が張り付き、しばらく経つと爆発を起こす。爆発は高威力で爆風も発生するため多くの敵を巻き込める。発動までに時間がかかるため即効性に欠けるのが欠点で、近距離での乱戦では力を発揮できない。ロケットアービター、テスラジラインガー、B6オブリタレイターにしか付けられない。
フリーズチューン
攻撃を当てた敵を凍らせ行動不能にする。凍らせる時間はガラメカの威力に比例する。
バウンドチューン
攻撃が命中すると複数の爆弾が飛び散り、周辺の敵にダメージを与える。爆弾の軌道はランダムだが、攻撃範囲は広い。ロケットアービター、テスラジラインガー、B6オブリタレイターにしか付けられない。
メルモチューン
攻撃を当てた敵を小動物に変化させる。小動物に変化すると攻撃手段がなくなるため、敵を無力化できる。ただし大型の敵には効果がない。
こんらんチューン
攻撃を当てた敵を混乱させて、同士打ちをさせることができる（周辺に敵がいなくなると棒立ちになる）。ただし、威力の低い武器だとなかなか混乱させることができないため、高威力のフュージョンライフルなどに付けると効果的。
ドックチューン
攻撃を当てた敵に毒を与えて、継続ダメージを与える。しかし与えるダメージはあまり高くないため後半は火力不足に陥りがち。ゲーム開始直後に購入可能で価格も安価なため、序盤の主力チューンとなる。
ショックチューン
攻撃を当てた敵から電撃を放つ。電撃の範囲は広めで威力もそれなりに高く、デュアルバイパーとの相性は抜群。

## バトルボット
今作ではバトルボットのマースィとグリーンがラチェットを援護してくれる。バトルボットの大きな特徴としては、自動行動である点、何度やられても復活できる点、経験値が溜まらず、ボット工房でパーツを買わないと強化されない点などがある。以下、バトルボットの装備について解説する。
フラックスピストルLX
ハンドガンタイプの武器で、バトルボットの初期装備。
業界最大手の「ゴーコメット」が技術の粋を尽くして開発したピストルで、軽さと高い破壊力を両立している。
アルファブレイカー
「ブレイカー」コマンドで使用する武器で、フラックスピストルLXと同じく初期装備。
使用すると、バトルボットが受けたダメージを一気に開放し、付近の敵に大ダメージを与える。ドレッドゾーンのバトルコースを一掃する武器。
ベータブレイカー
「ブレイカー」コマンドで使用する武器で、アルファブレイカーの改良型。100000ボルトで購入できる。
バトルボットが使うために特別に開発されたスーパーウエポンで、発射時の反動を低く抑えたため、発射ミスでやられることが無くなった。
レンジウォーリアー
バトルボットが使用するライフル。30000ボルトで購入できる。
お客の満足を限りなく追及した「ゴーコメット」の商品で、遠くからリラックスして敵を狙うことができる。
ボゴランチャー
バトルボットが使用するロケットランチャー。20000ボルトで購入できる。
「ボゴ」の名前は研究所で初めて動作させた時の音からつけられた。元はホバーシップに装着するために開発されたものだったが、技術革新のおかげで携帯できるようになった。
EMP
「EMP」コマンドで使用する装備。初期装備。
「エレクトロマグネチックパルス」の略称。使用することで機械類を一時的に動作不能にさせる。主にバリアやストーカー砲台を沈黙させるために使用する。
ハッカー
「ハッカー」コマンドで使用する装備。カタクロム・フォーをクリアすると手に入る。
VOXインダストリーが特殊工作用に開発したセキュリティ解除装置。セキュリティオーブをハックするために使用する。
シールドリンク
「シールドリンク」コマンドで使用する装備。15000ボルトで購入できる。
近くに防御シールドを作り出し、作業中の仲間を守る。
グラインドケーブル
「グラインドケーブル」コマンドで使用する装備。惑星サラトスをクリアすると手に入る。
離れた場所に移動するためのケーブルを打ち出す。

## 乗り物
ランドストーカー
全地形対応の四脚歩行戦車。モーターランチャーと機銃で武装している。チャレンジによっては自動操縦になっている。エアコン・パワステ・オートマも付いているらしい。敵として登場することもあり、その場合、バリアを張っていることもある。
ホバーシップ
VTOLも可能な万能戦闘機。機銃と連装ミサイルで武装している。ロケットエンジンのため宇宙でも運用可能。
プーマバギー
四輪バギー。バランスジャイロと四輪アクティブサスペンションを搭載しているため、どれだけ荒い運転でも横転しない上、オートトラクションコントロールも備えており、泥道でもスリップしない。機銃と光子ミサイルで武装している。
ホバーバイク
反重力推進装置を備えたバイク。浮いているため地形に関係なく高速で走れる。高機動力だが耐久力が低く、武装は機銃のみと貧弱。

## ステージ
ドレッドゾーンステーション
牢獄フィールドがある場所。アルの研究室のボット工房やショップ、連絡シャトルがある。バトルドームで主にトーナメントステージを行う場所。バトルドームへは牢獄フィールドから直接向かう。
カタクロム・フォー
遥か昔のバトルによって朽ち果てたロボット達が眠る墓場。ロボゾンビーが大量に出現する。
惑星サラトス
リバイアサンが大量に住みついている沼地が舞台。キングリバイアサンというボスも登場する。
惑星クロノス
ダーク大教会という施設を中心にしたステージ。シェルショックとの直接対決がある。70mmストーカー砲台やビーム砲台が多く設置されている。
惑星シャアル
極寒の星。古代遺跡「シャアルテンプル」が舞台。ランドストーカーを使うミッションやチャレンジが多い。
惑星オークソン
シリーズ1作目「ラチェット&クランク」でも登場した、ビッグバッドボスらによる環境汚染のせいで、もはや死の星と化したブラーグ族の故郷。毒ガスが噴き出すラリタニウム精製施設が舞台。有毒な沼などがある。
ヴァリックス
銀河の「灯台」。ガンマビームを目印にしていたのだが、ヴォックスによって機能を停止させられた。ビームの復旧がプレイヤーの目的。
惑星トーバル
営業不振で閉鎖されたエース・ハードライトのグッズ生産工場が舞台。隠された脱出シャトルを探し出し、脱出するのが目的。
ステジア上空
絶えず流星群の嵐に襲われる惑星。パワフルな防御シールドがなければあっという間に惑星丸ごと崩壊してしまうらしい。ヴォックスによって止められた防御シールドの復旧が目的。
惑星マラクス
荒野の惑星。牢獄が舞台で、バトルボットが牢獄に捕らわれている状態でスタートする。
ゴーストステーション
廃棄された宇宙ステーション。ここに出現する敵はほとんどがゴースト。エース・ハードライトを倒すと存在が判明し、ラチェットはドーピングの罪(もちろん嘘)でドレッドゾーン規則C6章第5条第9項その2によってこの星のガントレットドゥームに送られる。

## 敵キャラ
（）内は対戦での名前。
スウォーマー
口に足を付けたような最弱の敵。弱いが数で押してくる。
クロウトゥーススウォーマー
スウォーマーの強化型。攻撃パターンは同じだが性能が上がっている。イリジウムトーナメント以降に登場。
ライノスウォーマー
クロウトゥーススウォーマーの強化型。性能は上がっているが攻撃方法は全く同じ。プラチナムトーナメント以降に登場。
シュリーカー
スウォーマーを生物にしたような姿の敵。攻撃方法は同じで、性能も同じ。惑星サラトス以降に登場。
ブレードボール
ボール型の敵。シリーズ2作目「ラチェット&クランク2　ガガガ銀河のコマンドーっす！」でも登場しているが、今回は緑色のVer2.0はいない。ラチェットに接近し、刃を出して攻撃する。耐久力はかなり低く、オムレンチでも一撃で倒せる。
DZストライカー（ドレッドボット）
トルーパー系ロボットの基本型。赤色の塗装が施されている。三連射のマシンガンやレーザーポインター付きのライフルで武装している他、ブレードボールを投げる者もいる。ジェットパックを装備して飛行したり、固定砲台にも乗り込むが、基本形らしく能力は低い。装甲の色によって名前と強さが違う。他のトルーパーもそうだが、ある事をするとキャプテン・クォークになる。
DZバーサーカー
トルーパー系ロボットの第二形態。青色の塗装が施されている。DZストライカーと攻撃方法は同じだが耐久力、攻撃力が少し高い。イリジウムトーナメント以降に登場。
DZバイパー
トルーパー系ロボットの第三形態。緑色の塗装が施されている。DZバーサーカーよりも能力が高い。チタニウムトーナメント以降に登場。
DZスティンガー
トルーパー系ロボットの第四形態。バトルボットと似たような頭部をしており、紫色の塗装が施されている。DZバイパーをさらに強化しており、攻撃力は侮れない。プラチナムトーナメント以降に登場。
DZアナイアレイター
トルーパー系ロボットの第五形態。橙色の塗装が施されている。トルーパー系では最高の能力を誇る。ゴールデントーナメント以降に登場。
DZゴーストストライカー
ゴーストステーションに出現するトルーパー系ロボット。半透明になっており、緑色に光っている。外見はDZストライカーと同じだが、性能はDZアナイアレイターに匹敵する。
EXキューショナー
ヘビートルーパー型ロボット。厚い装甲と高い火力を持つ強敵。手に持った斧は直接攻撃に使う他、ビームを放つことができる。
DZゴーストEXキューショナー
ゴーストステーションに出現するヘビートルーパー型ロボット。DZゴーストストライカーと同じく半透明になっており、緑色に光っている。攻撃パターンは同じだが能力が上がっている。
ロボゾンビー（スリラー）
機能停止(つまり死)してそのまま朽ち果てたロボットがゾンビとなって甦った成れの果て。ゾンビらしく動きはさほど速くないが、耐久力、攻撃力は高め。
ゴーストゾンビー
ロボゾンビーの腐食具合がますます進行し、とうとうゴースト化してしまったもの。他のゴースト敵と同じく半透明で緑色に光る。ロボゾンビーよりもさらに性能が高くなっている。
レーザーバック
カブトガニ型の敵。両手から機銃を乱射してくる上、耐久力が高い。「機動戦士ガンダム」のビグロのような外見をしている。
サイクロイド
空中からビームを撃つ敵。必ず複数で出現する。
ゴーストサイクロイド
サイクロイドがゴースト化したもの。やはり半透明で緑色に光る。能力は上がっているが攻撃手段は同じ。
リーパー
半漁人のような姿をした敵。背中の鱗を飛ばしたり、強酸を吐いて攻撃する。
トレマー
カマキリのような姿の敵。高速で接近して刃で斬りつけたり、衝撃波を飛ばして攻撃する。トレーニングステージから登場するが、攻撃力が高くそれなりに耐久力がある。
ピンサーレイ
ホバーシップのミッションでのみ出現する敵。大勢で現れ、仲間の間にビームを張って体当たりしてくる。
リバイアサン
蠍型の敵。耐久力が高く、尻尾からビームを放つ。沼に隠れて尻尾だけを出すものもいる。惑星サラトス以外ではキングが被っていた兜を被っている。
キングリバイアサン
リバイアサンの親玉で、惑星サラトスのボス。攻撃手段は同じだが圧倒的な耐久力を誇る。
70mmストーカー砲台
ランドストーカーの銃座を地面に固定したもの。機銃による射撃のほか、遠く離れると稀にモーターランチャーも使用してくる。
バリアを張っているものもあり、その場合はEMPが必要。
ドロップシップ
かなりの耐久力を誇る輸送機。敵を降ろして逃げだすものとミサイルで攻撃してくるものの二種類がいる。
ビーム砲台
フィールドに設置されている砲台で、威力の高いビームを放つ。ビームを撃っている間も角度を変えるため、注意が必要。
ミサイル砲台
ビームの代わりにミサイルを撃つ砲台。ミサイルの破壊力は高いが、撃ち落とすことも可能。